# Einband-Europameisterschaft 1997

Logo CEB (ausrichtender Verband)

Veranstaltungsort: Wijchen

Die Einband-Europameisterschaft 1997 war das 44. Turnier in dieser Disziplin des Karambolagebillards und fand vom 6. bis zum 9. März 1997 in Wijchen statt. Es war die 14. Einband-Europameisterschaft in den Niederlanden.

## Geschichte
Einen Monat nach dem Gewinn der Einband-Weltmeisterschaft in Wien holte sich Martin Horn in Wijchen auch den kontinentalen Titel. In einem wieder mal neuen Spielsystem brauchte er dazu sieben Partien, von denen er fünf gewann und einmal Unentschieden spielte. In der Gruppenphase des Hauptturniers hing das Weiterkommen an einem seidenen Faden. In der parallel gespielten Partie von Horn gegen den Titelverteidiger Stephan Horvath und von Fonsy Grethen gegen Marc Massé musste er auf eine Niederlage von Grethen hoffen bei einem eigenen Sieg. Beides traf dann ein und es entschied der bessere GD über das Weiterkommen als Gruppenzweiter. Hier lag Horn knapp vorne. In zwei hart umkämpften Partien in der KO-Phase hatte Horn dann jeweils das bessere Ende für sich. Er ist damit der fünfte deutsche Titelträger in dieser Disziplin des Karambolbillards. Mit Fabian Blondeel stand auch noch ein zweiter Deutscher auf dem Siegerpodest.

## Turniermodus
Gespielt wurde eine Vor-Qualifikation mit 5 Gruppen à 3 bzw. 4 Spieler, wovon sich die 5 Gruppensieger und für die 1. Qualifikationsrunde qualifizierten. Dann wurde eine 2.
Qualifikationsrunde mit 7 Gruppen à 3 Teilnehmer gebildet, in denen 14 gesetzte Spieler nach CEB-Rangliste und die 7 Qualifikanten 1. Qualifikationsrunde sieben Plätze für das Hauptturnier ausspielten. Der Titelverteidiger war für das Hauptturnier gesetzt. Jetzt wurden 2 Gruppen à 4 Spieler gebildet. In der Vorqualifikation und der 1. Qualifikationsrunde wurde bis 100 Punkte gespielt. Danach wurde in der 2. Qualifikationsrunde bis 125 Punkte und in der Endrunde bis 150 Punkte gespielt. Die Gruppenersten und die Gruppenzweiten spielten im KO-System den Sieger aus. Der dritte Platz wurde nicht mehr ausgespielt. Damit gab es zwei Drittplatzierte
Bei MP-Gleichstand wird in folgender Reihenfolge gewertet:
1. MP = Matchpunkte
2. GD = Generaldurchschnitt
3. HS = Höchstserie

## Qualifikation

### Vor-Vor-Qualifikation
| MP    | Match Points (Sieger = 2; Unentschieden = 1; Verlierer = 0) |
| Pkte. | Erzielte Karambolagen                                       |
| Aufn. | Benötigte Versuche                                          |
| GD    | Generaldurchschnitt                                         |
| BED   | Bester Einzeldurchschnitt eines Spielers                    |
| HS    | Höchstserie                                                 |
|       | Bester GD des Turniers                                      |
|       | Bester ED des Turniers                                      |
|       | Beste HS des Turniers                                       |
|       | 1. Platz (Gold)                                             |
|       | 2. Platz (Silber)                                           |
|       | 3. Platz (Bronze)                                           |

| Abschlusstabelle Gruppe A | Abschlusstabelle Gruppe A | Abschlusstabelle Gruppe A | Abschlusstabelle Gruppe A | Abschlusstabelle Gruppe A | Abschlusstabelle Gruppe A | Abschlusstabelle Gruppe A | Abschlusstabelle Gruppe A |
| Platz                     | Name                      | MP                        | Pkte                      | Aufn.                     | GD                        | BED                       | HS                        |
| ------------------------- | ------------------------- | ------------------------- | ------------------------- | ------------------------- | ------------------------- | ------------------------- | ------------------------- |
| 1                         | Dirk Peßarra              | 4:0                       | 200                       | 35                        | 5,71                      | 9,09                      | 35                        |
| 2                         | Wiel van Gemert           | 2:2                       | 191                       | 36                        | 5,30                      | 8,33                      | 41                        |
| 3                         | José Albert               | 0:4                       | 131                       | 23                        | 5,29                      | –                         | 20                        |

| Abschlusstabelle Gruppe B | Abschlusstabelle Gruppe B | Abschlusstabelle Gruppe B | Abschlusstabelle Gruppe B | Abschlusstabelle Gruppe B | Abschlusstabelle Gruppe B | Abschlusstabelle Gruppe B | Abschlusstabelle Gruppe B |
| Platz                     | Name                      | MP                        | Pkte                      | Aufn.                     | GD                        | BED                       | HS                        |
| ------------------------- | ------------------------- | ------------------------- | ------------------------- | ------------------------- | ------------------------- | ------------------------- | ------------------------- |
| 1                         | Thomas Neumann            | 3:1                       | 200                       | 79                        | 2,53                      | 3,12                      | 16                        |
| 2                         | Gerrit van Beek           | 2:2                       | 171                       | 46                        | 3,71                      | 7,14                      | 41                        |
| 3                         | Martin Vreekamp           | 1:3                       | 127                       | 61                        | 2,08                      | 2,12                      | 15                        |

| Abschlusstabelle Gruppe C | Abschlusstabelle Gruppe C | Abschlusstabelle Gruppe C | Abschlusstabelle Gruppe C | Abschlusstabelle Gruppe C | Abschlusstabelle Gruppe C | Abschlusstabelle Gruppe C | Abschlusstabelle Gruppe C |
| Platz                     | Name                      | MP                        | Pkte                      | Aufn.                     | GD                        | BED                       | HS                        |
| ------------------------- | ------------------------- | ------------------------- | ------------------------- | ------------------------- | ------------------------- | ------------------------- | ------------------------- |
| 1                         | Thomas Nockemann          | 4:0                       | 200                       | 37                        | 5,40                      | 8,33                      | 28                        |
| 2                         | Jérôme Galerne            | 2:2                       | 184                       | 32                        | 5,75                      | 5,00                      | 24                        |
| 3                         | Dennis Timmers            | 0:4                       | 103                       | 45                        | 2,28                      | –                         | 10                        |

| Abschlusstabelle Gruppe D | Abschlusstabelle Gruppe D | Abschlusstabelle Gruppe D | Abschlusstabelle Gruppe D | Abschlusstabelle Gruppe D | Abschlusstabelle Gruppe D | Abschlusstabelle Gruppe D | Abschlusstabelle Gruppe D |
| Platz                     | Name                      | MP                        | Pkte                      | Aufn.                     | GD                        | BED                       | HS                        |
| ------------------------- | ------------------------- | ------------------------- | ------------------------- | ------------------------- | ------------------------- | ------------------------- | ------------------------- |
| 1                         | Fabrice Puigvert          | 6:0                       | 300                       | 52                        | 5,76                      | 8,33                      | 33                        |
| 2                         | Pedro Arnau               | 4:2                       | 273                       | 59                        | 4,62                      | 6,25                      | 20                        |
| 3                         | Patrick Janssen           | 2:4                       | 188                       | 67                        | 2,80                      | 3,12                      | 30                        |
| 4                         | Salim Diler               | 0:6                       | 166                       | 60                        | 2,76                      | –                         | 14                        |

| Abschlusstabelle Gruppe E | Abschlusstabelle Gruppe E | Abschlusstabelle Gruppe E | Abschlusstabelle Gruppe E | Abschlusstabelle Gruppe E | Abschlusstabelle Gruppe E | Abschlusstabelle Gruppe E | Abschlusstabelle Gruppe E |
| Platz                     | Name                      | MP                        | Pkte                      | Aufn.                     | GD                        | BED                       | HS                        |
| ------------------------- | ------------------------- | ------------------------- | ------------------------- | ------------------------- | ------------------------- | ------------------------- | ------------------------- |
| 1                         | Wiljan van den Heuvel     | 6:0                       | 300                       | 74                        | 4,05                      | 6,66                      | 37                        |
| 2                         | René Dericks              | 4:2                       | 298                       | 65                        | 4,58                      | 5,88                      | 34                        |
| 3                         | Jordi Amell               | 2:4                       | 267                       | 67                        | 3,98                      | 5,55                      | 44                        |
| 4                         | Tibor Czeresnyak          | 0:6                       | 111                       | 50                        | 2,22                      | –                         | 13                        |

### Vor-Qualifikation
| Abschlusstabelle Gruppe A | Abschlusstabelle Gruppe A | Abschlusstabelle Gruppe A | Abschlusstabelle Gruppe A | Abschlusstabelle Gruppe A | Abschlusstabelle Gruppe A | Abschlusstabelle Gruppe A | Abschlusstabelle Gruppe A |
| Platz                     | Name                      | MP                        | Pkte                      | Aufn.                     | GD                        | BED                       | HS                        |
| ------------------------- | ------------------------- | ------------------------- | ------------------------- | ------------------------- | ------------------------- | ------------------------- | ------------------------- |
| 1                         | Francisco Fortiana        | 4:0                       | 200                       | 26                        | 7,69                      | 8,33                      | 36                        |
| 2                         | Antonio Oddo              | 2:2                       | 134                       | 25                        | 5,36                      | 9,09                      | 25                        |
| 3                         | Ad Klijn                  | 0:4                       | 29                        | 23                        | 1,26                      | –                         | 9                         |

| Abschlusstabelle Gruppe B | Abschlusstabelle Gruppe B | Abschlusstabelle Gruppe B | Abschlusstabelle Gruppe B | Abschlusstabelle Gruppe B | Abschlusstabelle Gruppe B | Abschlusstabelle Gruppe B | Abschlusstabelle Gruppe B |
| Platz                     | Name                      | MP                        | Pkte                      | Aufn.                     | GD                        | BED                       | HS                        |
| ------------------------- | ------------------------- | ------------------------- | ------------------------- | ------------------------- | ------------------------- | ------------------------- | ------------------------- |
| 1                         | Fabian Blondeel           | 4:0                       | 200                       | 13                        | 15,38                     | 16,66                     | 47                        |
| 2                         | Freek Ottenhof            | 2:2                       | 124                       | 28                        | 4,42                      | 4,76                      | 13                        |
| 3                         | Hermann Kleinpennig       | 0:4                       | 79                        | 27                        | 2,92                      | –                         | 10                        |

| Abschlusstabelle Gruppe C | Abschlusstabelle Gruppe C | Abschlusstabelle Gruppe C | Abschlusstabelle Gruppe C | Abschlusstabelle Gruppe C | Abschlusstabelle Gruppe C | Abschlusstabelle Gruppe C | Abschlusstabelle Gruppe C |
| Platz                     | Name                      | MP                        | Pkte                      | Aufn.                     | GD                        | BED                       | HS                        |
| ------------------------- | ------------------------- | ------------------------- | ------------------------- | ------------------------- | ------------------------- | ------------------------- | ------------------------- |
| 1                         | Peter Volleberg           | 4:0                       | 200                       | 36                        | 5,55                      | 6,25                      | 30                        |
| 2                         | Rini Megens               | 2:2                       | 186                       | 36                        | 5,16                      | 5,00                      | 18                        |
| 3                         | Thomas Neumann            | 0:4                       | 175                       | 40                        | 4,37                      | –                         | 25                        |

| Abschlusstabelle Gruppe D | Abschlusstabelle Gruppe D | Abschlusstabelle Gruppe D | Abschlusstabelle Gruppe D | Abschlusstabelle Gruppe D | Abschlusstabelle Gruppe D | Abschlusstabelle Gruppe D | Abschlusstabelle Gruppe D |
| Platz                     | Name                      | MP                        | Pkte                      | Aufn.                     | GD                        | BED                       | HS                        |
| ------------------------- | ------------------------- | ------------------------- | ------------------------- | ------------------------- | ------------------------- | ------------------------- | ------------------------- |
| 1                         | Markus Dömer              | 4:0                       | 200                       | 31                        | 6,45                      | 6,66                      | 29                        |
| 2                         | Fabrice Puigvert          | 2:2                       | 184                       | 29                        | 6,34                      | 7,69                      | 31                        |
| 3                         | Ferdinand Polman          | 0:4                       | 110                       | 28                        | 3,92                      | –                         | 51                        |

| Abschlusstabelle Gruppe E | Abschlusstabelle Gruppe E | Abschlusstabelle Gruppe E | Abschlusstabelle Gruppe E | Abschlusstabelle Gruppe E | Abschlusstabelle Gruppe E | Abschlusstabelle Gruppe E | Abschlusstabelle Gruppe E |
| Platz                     | Name                      | MP                        | Pkte                      | Aufn.                     | GD                        | BED                       | HS                        |
| ------------------------- | ------------------------- | ------------------------- | ------------------------- | ------------------------- | ------------------------- | ------------------------- | ------------------------- |
| 1                         | Thomas Nockemann          | 4:0                       | 200                       | 37                        | 5,40                      | 5,55                      | 28                        |
| 2                         | Freddie ter Braak         | 1:3                       | 136                       | 53                        | 2,56                      | 2,85                      | 17                        |
| 3                         | Lion de Leeuw             | 1:3                       | 136                       | 54                        | 2,51                      | 2,85                      | 18                        |

| Abschlusstabelle Gruppe F | Abschlusstabelle Gruppe F | Abschlusstabelle Gruppe F | Abschlusstabelle Gruppe F | Abschlusstabelle Gruppe F | Abschlusstabelle Gruppe F | Abschlusstabelle Gruppe F | Abschlusstabelle Gruppe F |
| Platz                     | Name                      | MP                        | Pkte                      | Aufn.                     | GD                        | BED                       | HS                        |
| ------------------------- | ------------------------- | ------------------------- | ------------------------- | ------------------------- | ------------------------- | ------------------------- | ------------------------- |
| 1                         | Arnim Kahofer             | 4:0                       | 200                       | 43                        | 4,65                      | 5,00                      | 47                        |
| 2                         | Dirk Peßarra              | 2:2                       | 197                       | 29                        | 6,79                      | 16,66                     | 58                        |
| 3                         | Frans Verstappen          | 0:4                       | 107                       | 26                        | 4,11                      | –                         | 18                        |

| Abschlusstabelle Gruppe G | Abschlusstabelle Gruppe G | Abschlusstabelle Gruppe G | Abschlusstabelle Gruppe G | Abschlusstabelle Gruppe G | Abschlusstabelle Gruppe G | Abschlusstabelle Gruppe G | Abschlusstabelle Gruppe G |
| Platz                     | Name                      | MP                        | Pkte                      | Aufn.                     | GD                        | BED                       | HS                        |
| ------------------------- | ------------------------- | ------------------------- | ------------------------- | ------------------------- | ------------------------- | ------------------------- | ------------------------- |
| 1                         | Michael Hikl              | 4:0                       | 200                       | 17                        | 11,76                     | 14,28                     | 40                        |
| 2                         | Wiljan van den Heuvel     | 2:2                       | 132                       | 30                        | 4,40                      | 5,00                      | 26                        |
| 3                         | Xavier Gretillat          | 0:4                       | 163                       | 27                        | 6,03                      | –                         | 24                        |

### Haupt-Qualifikation
| Abschlusstabelle Gruppe A | Abschlusstabelle Gruppe A | Abschlusstabelle Gruppe A | Abschlusstabelle Gruppe A | Abschlusstabelle Gruppe A | Abschlusstabelle Gruppe A | Abschlusstabelle Gruppe A | Abschlusstabelle Gruppe A |
| Platz                     | Name                      | MP                        | Pkte                      | Aufn.                     | GD                        | BED                       | HS                        |
| ------------------------- | ------------------------- | ------------------------- | ------------------------- | ------------------------- | ------------------------- | ------------------------- | ------------------------- |
| 1                         | Fabian Blondeel           | 4:0                       | 250                       | 34                        | 7,35                      | 11,36                     | 44                        |
| 2                         | Henri Tilleman            | 2:2                       | 213                       | 34                        | 6,26                      | 5,43                      | 34                        |
| 3                         | Axel Büscher              | 0:4                       | 139                       | 46                        | 3,02                      | –                         | 12                        |

| Abschlusstabelle Gruppe B | Abschlusstabelle Gruppe B | Abschlusstabelle Gruppe B | Abschlusstabelle Gruppe B | Abschlusstabelle Gruppe B | Abschlusstabelle Gruppe B | Abschlusstabelle Gruppe B | Abschlusstabelle Gruppe B |
| Platz                     | Name                      | MP                        | Pkte                      | Aufn.                     | GD                        | BED                       | HS                        |
| ------------------------- | ------------------------- | ------------------------- | ------------------------- | ------------------------- | ------------------------- | ------------------------- | ------------------------- |
| 1                         | Jos Bongers               | 4:0                       | 250                       | 22                        | 11,36                     | 12,50                     | 32                        |
| 2                         | Michael Hikl              | 2:2                       | 213                       | 38                        | 5,60                      | 4,80                      | 47                        |
| 3                         | Uwe van den Berg          | 0:4                       | 210                       | 36                        | 5,83                      | –                         | 22                        |

| Abschlusstabelle Gruppe C | Abschlusstabelle Gruppe C | Abschlusstabelle Gruppe C | Abschlusstabelle Gruppe C | Abschlusstabelle Gruppe C | Abschlusstabelle Gruppe C | Abschlusstabelle Gruppe C | Abschlusstabelle Gruppe C |
| Platz                     | Name                      | MP                        | Pkte                      | Aufn.                     | GD                        | BED                       | HS                        |
| ------------------------- | ------------------------- | ------------------------- | ------------------------- | ------------------------- | ------------------------- | ------------------------- | ------------------------- |
| 1                         | Peter de Backer           | 4:0                       | 250                       | 23                        | 10,86                     | 15,62                     | 58                        |
| 2                         | Francisco Fortiana        | 2:2                       | 156                       | 21                        | 7,42                      | 9,61                      | 32                        |
| 3                         | Javier Arenaza            | 0:4                       | 94                        | 28                        | 3,35                      | –                         | 22                        |

| Abschlusstabelle Gruppe D | Abschlusstabelle Gruppe D | Abschlusstabelle Gruppe D | Abschlusstabelle Gruppe D | Abschlusstabelle Gruppe D | Abschlusstabelle Gruppe D | Abschlusstabelle Gruppe D | Abschlusstabelle Gruppe D |
| Platz                     | Name                      | MP                        | Pkte                      | Aufn.                     | GD                        | BED                       | HS                        |
| ------------------------- | ------------------------- | ------------------------- | ------------------------- | ------------------------- | ------------------------- | ------------------------- | ------------------------- |
| 1                         | Fonsy Grethen             | 4:0                       | 250                       | 25                        | 10,00                     | 10,41                     | 48                        |
| 2                         | Markus Dömer              | 2:2                       | 209                       | 36                        | 5,80                      | 5,43                      | 21                        |
| 3                         | Michel van Silfhout       | 0:4                       | 155                       | 35                        | 4,42                      | –                         | 32                        |

| Abschlusstabelle Gruppe E | Abschlusstabelle Gruppe E | Abschlusstabelle Gruppe E | Abschlusstabelle Gruppe E | Abschlusstabelle Gruppe E | Abschlusstabelle Gruppe E | Abschlusstabelle Gruppe E | Abschlusstabelle Gruppe E |
| Platz                     | Name                      | MP                        | Pkte                      | Aufn.                     | GD                        | BED                       | HS                        |
| ------------------------- | ------------------------- | ------------------------- | ------------------------- | ------------------------- | ------------------------- | ------------------------- | ------------------------- |
| 1                         | Martin Horn               | 4:0                       | 250                       | 28                        | 8,92                      | 9,61                      | 37                        |
| 2                         | Dieter Großjung           | 2:2                       | 175                       | 33                        | 5,30                      | 6,25                      | 49                        |
| 3                         | Peter Volleberg           | 0:4                       | 149                       | 35                        | 4,25                      | –                         | 22                        |

| Abschlusstabelle Gruppe F | Abschlusstabelle Gruppe F | Abschlusstabelle Gruppe F | Abschlusstabelle Gruppe F | Abschlusstabelle Gruppe F | Abschlusstabelle Gruppe F | Abschlusstabelle Gruppe F | Abschlusstabelle Gruppe F |
| Platz                     | Name                      | MP                        | Pkte                      | Aufn.                     | GD                        | BED                       | HS                        |
| ------------------------- | ------------------------- | ------------------------- | ------------------------- | ------------------------- | ------------------------- | ------------------------- | ------------------------- |
| 1                         | Marc Massé                | 4:0                       | 250                       | 37                        | 6,75                      | 8,33                      | 24                        |
| 2                         | Wolfgang Zenkner          | 2:2                       | 203                       | 40                        | 5,07                      | 5,00                      | 37                        |
| 3                         | Thomas Nockemann          | 0:4                       | 175                       | 48                        | 3,64                      | –                         | 22                        |

| Abschlusstabelle Gruppe G | Abschlusstabelle Gruppe G | Abschlusstabelle Gruppe G | Abschlusstabelle Gruppe G | Abschlusstabelle Gruppe G | Abschlusstabelle Gruppe G | Abschlusstabelle Gruppe G | Abschlusstabelle Gruppe G |
| Platz                     | Name                      | MP                        | Pkte                      | Aufn.                     | GD                        | BED                       | HS                        |
| ------------------------- | ------------------------- | ------------------------- | ------------------------- | ------------------------- | ------------------------- | ------------------------- | ------------------------- |
| 1                         | Arnim Kahofer             | 4:0                       | 250                       | 36                        | 6,94                      | 8,92                      | 49                        |
| 2                         | Rafael Garcia             | 2:2                       | 247                       | 43                        | 5,74                      | 5,95                      | 48                        |
| 3                         | Piet Adrichem             | 0:4                       | 126                       | 35                        | 3,60                      | –                         | 25                        |

## Hauptturnier

### Gruppenphase
| Abschlusstabelle Gruppe A | Abschlusstabelle Gruppe A | Abschlusstabelle Gruppe A | Abschlusstabelle Gruppe A | Abschlusstabelle Gruppe A | Abschlusstabelle Gruppe A | Abschlusstabelle Gruppe A | Abschlusstabelle Gruppe A |
| Platz                     | Name                      | MP                        | Pkte                      | Aufn.                     | GD                        | BED                       | HS                        |
| ------------------------- | ------------------------- | ------------------------- | ------------------------- | ------------------------- | ------------------------- | ------------------------- | ------------------------- |
| 1                         | Marc Massé                | 6:0                       | 450                       | 60                        | 7,50                      | 8,33                      | 55                        |
| 2                         | Martin Horn               | 3:3                       | 436                       | 64                        | 6,81                      | 10,00                     | 43                        |
| 3                         | Fonsy Grethen             | 3:3                       | 413                       | 62                        | 6,66                      | 8,82                      | 43                        |
| 4                         | Stephan Horvath           | 0:6                       | 269                       | 52                        | 5,17                      | –                         | 34                        |

| Abschlusstabelle Gruppe B | Abschlusstabelle Gruppe B | Abschlusstabelle Gruppe B | Abschlusstabelle Gruppe B | Abschlusstabelle Gruppe B | Abschlusstabelle Gruppe B | Abschlusstabelle Gruppe B | Abschlusstabelle Gruppe B |
| Platz                     | Name                      | MP                        | Pkte                      | Aufn.                     | GD                        | BED                       | HS                        |
| ------------------------- | ------------------------- | ------------------------- | ------------------------- | ------------------------- | ------------------------- | ------------------------- | ------------------------- |
| 1                         | Fabian Blondeel           | 6:0                       | 450                       | 41                        | 10,97                     | 12,50                     | 74                        |
| 2                         | Peter de Backer           | 4:2                       | 395                       | 27                        | 14,62                     | 21,42                     | 52                        |
| 3                         | Jos Bongers               | 2:4                       | 293                       | 33                        | 8,87                      | 16,66                     | 73                        |
| 4                         | Arnim Kahofer             | 0:6                       | 227                       | 29                        | 7,82                      | –                         | 36                        |

### KO-Phase
|  | Halbfinale      | Halbfinale | Halbfinale | Halbfinale | Halbfinale | Halbfinale |             |                 | Finale | Finale | Finale | Finale | Finale | Finale |
|  |                 |            |            |            |            |            |             |                 |        |        |        |        |        |        |
|  |                 | MP         | Pkt.       | Aufn.      | GD         | HS         |             |                 |        |        |        |        |        |        |
|  |                 | MP         | Pkt.       | Aufn.      | GD         | HS         |             |                 |        |        |        |        |        |        |
|  | Fabian Blondeel | 0          | 119        | 18         | 6,61       | 34         |             |                 |        |        |        |        |        |        |
|  | Fabian Blondeel | 0          | 119        | 18         | 6,61       | 34         |             | MP              | Pkt.   | Aufn.  | GD     | HS     |        |        |
|  | Martin Horn     | 2          | 150        | 18         | 8,33       | 54         |             | MP              | Pkt.   | Aufn.  | GD     | HS     |        |        |
|  | Martin Horn     | 2          | 150        | 18         | 8,33       | 54         | Martin Horn | 2               | 150    | 20     | 7,50   | 33     |        |        |
|  |                 | MP         | Pkt.       | Aufn.      | GD         | HS         | Martin Horn | 2               | 150    | 20     | 7,50   | 33     |        |        |
|  |                 | MP         | Pkt.       | Aufn.      | GD         | HS         |             | Peter de Backer | 0      | 121    | 20     | 6,05   | 28     |        |
|  | Marc Massé      | 0          | 120        | 25         | 4,80       | 35         |             | Peter de Backer | 0      | 121    | 20     | 6,05   | 28     |        |
|  | Marc Massé      | 0          | 120        | 25         | 4,80       | 35         |             |                 |        |        |        |        |        |        |
|  | Peter de Backer | 2          | 150        | 25         | 6,00       | 37         |             |                 |        |        |        |        |        |        |
|  | Peter de Backer | 2          | 150        | 25         | 6,00       | 37         |             |                 |        |        |        |        |        |        |

## Abschlusstabelle
| MP    | Match Points (Sieger = 2; Unentschieden = 1; Verlierer = 0) |
| Pkte. | Erzielte Karambolagen                                       |
| Aufn. | Benötigte Versuche                                          |
| GD    | Generaldurchschnitt                                         |
| BED   | Bester Einzeldurchschnitt eines Spielers                    |
| HS    | Höchstserie                                                 |
|       | Bester GD des Turniers                                      |
|       | Bester ED des Turniers                                      |
|       | Beste HS des Turniers                                       |
|       | 1. Platz (Gold)                                             |
|       | 2. Platz (Silber)                                           |
|       | 3. Platz (Bronze)                                           |

| Phase                               | Platz | Name            | MP  | Pkt. | Aufn. | GD   | BED   | HS |
| ----------------------------------- | ----- | --------------- | --- | ---- | ----- | ---- | ----- | -- |
| Finale                              | 1     | Martin Horn     | 7:3 | 736  | 102   | 7,21 | 10,00 | 54 |
| Finale                              | 2     | Peter de Backer | 6:4 | 666  | 72    | 9,25 | 21,42 | 52 |
| Halb- finale                        | 3     | Fabian Blondeel | 6:2 | 569  | 59    | 9,64 | 12,50 | 74 |
| Halb- finale                        | 3     | Marc Massé      | 6:2 | 570  | 85    | 6,70 | 8,33  | 55 |
| Gruppen- phase                      | 5     | Fonsy Grethen   | 3:3 | 413  | 62    | 6,66 | 8,82  | 43 |
| Gruppen- phase                      | 6     | Jos Bongers     | 2:4 | 293  | 33    | 8,87 | 16,66 | 73 |
| Gruppen- phase                      | 7     | Arnim Kahofer   | 0:6 | 227  | 29    | 7,82 | –     | 36 |
| Gruppen- phase                      | 8     | Stephan Horvath | 0:6 | 269  | 52    | 5,17 | –     | 34 |
| Turnierdurchschnitt: Endrunde: 7,57 |       |                 |     |      |       |      |       |    |